# 규장각
규장각(奎章閣)은 조선 후기의 왕실 학문 연구 기관이자 왕실 도서관으로, 지금의 국립중앙도서관 격이다. 역대 임금의 시문과 저작, 고명(顧命)·유교(遺敎)·선보(璿譜) 등을 보관하고 수집하였다.

## 역사

### 설립 계획
조선 세조 때에 양성지가 임금의 시문을 보관할 규장각을 두기를 청하였으나, 실시하지는 않았다. 이후 조선 숙종 때에는 작은 전각을 마련하여 규장각이라 이름하였으나, 직제는 갖추지 않았다.

### 설립
정조가 즉위한 뒤인 1776년 11월 5일(정조 1년 음력 9월 25일)에 창덕궁 금원의 북쪽에 규장각을 세우고, 제학·직제학·직각(直閣)·대교(待敎)·검서관(檢書官) 등의 관리를 두었다. ‘규장’(奎章)은 임금의 시문이나 글을 가리키는 말이다. 이때 규장각은 그 이름대로 역대 왕의 글과 책을 수집 보관하기 위한 왕실 도서관의 역할을 하였다. 정조는 여기에 비서실의 기능과 문한(文翰) 기능을 통합적으로 부여하고 과거 시험의 주관과 문신 교육의 임무까지 부여하였다. 규장각은 조선 후기의 문운을 불러일으킨 중심기관으로 많은 책을 편찬했으며, 여기에는 실학자와 서얼 출신의 학자들도 채용되었다. 주요 인물은 박제가, 유득공, 이덕무 그리고 서이수 같은 사람들이 있었다.
정조는 규장각 제도를 정비하여 자신을 지지하는 정예 문신들로 친위 세력을 형성시켜 “우문지치(右文之治)”와 “작인지화(作人之化)”를 규장각의 2대 명분으로 내세우고 문화 정치를 표방하였다. '우문지치'는 문치주의와 문화국가를 추구하는 정책으로, 정조는 많은 책을 출판하도록 하였다. '작인지화'는 인재를 양성하겠다는 의지 표명으로, 규장각에서 정조가 유생들을 모아 그 중에서 젊은 문신(文臣)을 뽑고, 뽑힌 신하들을 자신이 직접 가르치고 시험을 보게해서 평가하였다.정조가 불시에 문제를 내고 맞히지못하는자는 부용지안의 작은 섬에 유배를 보내기도 하였다.
그러나 정조가 규장각을 설치한 목적은 당시 왕권을 위협하던 척리(戚里)·환관의 음모와 횡포를 누르고, 학문이 깊은 신하들을 모아 경사를 토론케 하여 정치의 득실과 백성의 질고(疾苦) 등을 살피게 하는 데 있었다. 또한 문교를 진흥시키고 타락한 당시의 풍습을 순화시키려는 목적도 있었다.

### 이설
1781년(정조 5년) 궐내각사 지역으로 이설되었다.

### 개편
1894년 갑오개혁 때 궁내부 산하로 재편되었다가, 1910년 경술국치로 폐지되었다. 해방 이후에 일부 남아 있는 도서가 서울대학교 규장각(現 서울대학교 규장각한국학연구원)으로 이관되었다. 요즈음의 국사편찬위원회나 교육자문관에 해당한다.

## 규장각의 구성
규장각에는 문관 총 6명, 잡직 총 35명, 이속 총 86(82, 86)명이 있었다.
| 품계                                            | 관직           | 정원   | 비고 |
| ----------------------------------------------- | -------------- | ------ | ---- |
| (정1품)                                         | 대제학(大提學) |        |      |
| 종1품 정2품 종2품                               | 제학(提學)     | 총 2명 |      |
| 종2품 정3품 당상관                              | 직제학(直提學) | 총 2명 |      |
| 정3품 종3품 정4품 종4품 정5품 종5품 정6품 종6품 | 직각(直閣)     | 총 1명 |      |
| 정5품 종5품 정6품 종6품 정7품 종7품             | 대교(待敎)     | 총 1명 |      |
|                                                 | 문관 총원      | 총 6명 |      |

잡직(雜職)으로 각감(규장각 청사 관리) 2원, 사권(도서 및 문헌 총괄) 2원, 검서관(도서 관리) 4원, 영첨(문헌의 이름표 관리) 2원, 사자관(문서 필사 관리) 8원, 화사(그림 자료 관리) 10원, 감서(서적 수량 관리) 6원, 검률(법률서적 관리) 1원과 임시직으로 겸검서(검서관 보좌)가 있었다.
행정 실무를 담당하는 이속으로는 서리 14인(대전통편에서 10인을 두었으나 대전회통에서 다시 14인으로 복원), 서사 2인, 겸리 6인, 정서조보리(조보의 비치와 관리) 2인, 각동 10인, 직 2명, 대청직 2명, 사령 15명, 인배 4명, 간배 4명, 조라치 2명, 방직 2명, 수공 2명, 군사 7명, 구종 6명, 정원사령 2명, 궐외대령사령 1명, 근장군사 2명, 검서관사령 1명이 있었다.

## 외규장각
1782년에 강화도의 외규장각(外奎章閣, 외각)이 완성되자 원래의 규장각을 내규장각(內奎章閣, 내각)으로 이르고, 서적을 나누어 보관하도록 하였다. 1866년에 병인양요가 일어나면서 외규장각이 소실되고, 서적은 프랑스로 약탈되거나 불에 타버렸다.

## 의의
역대 임금의 시문과 저작, 고명(顧命)·유교(遺敎)·선보(璿譜) 등을 보관하고 수집하였다는 점에서는 국립중앙도서관과 비슷하며, 《일성록》 등의 특정한 주제의 기록물을 간행하는 일도 담당했다는 점에서는 오늘날의 국회 도서관과 비슷하다.

## 같이 보기
- 집현전
- 조선 정조 선황제
- 정약용
- 창덕궁
  - 창덕궁 궁원
- 외규장각
  - 외규장각 도서
- 서울대학교
  - 서울대학교#규장각
- 서울특별시 종로구
- 서울특별시 관악구
- 이토 히로부미 - 규장각에서 빼돌린 상당수의 고서들이 현재 일본 궁내청 서릉부(일본왕실 도서관)에 있다
- 『문신강제절목(文臣講製節目) - 종로도서관 소장. 1781년(正祖 5) 규장각(奎章閣)에서 초계문신(抄啟文臣) 제도의 운영방식 규정을 정리한 책이다.